# Милвинське сільське поселення
Милви́нське сільське поселення (рос. Мылвинское сельское поселение) — муніципальне утворення у складі Троїцько-Печорського району Республіки Комі, Росія. Адміністративний центр — селище Милва.

## Населення
Населення — 736 осіб (2017, 853 у 2010, 1146 у 2002, 1812 у 1989).

## Склад
До складу поселення входять такі населені пункти:
| Населений пункт   | Населення, осіб (1989) | Населення, осіб (2002) | Населення, осіб (2010) |
| ----------------- | ---------------------- | ---------------------- | ---------------------- |
| Білий Бор, селище | 412                    | 277                    | 222                    |
| Милва, селище     | 938                    | 735                    | 604                    |
| Шерляга, селище   | 462                    | 134                    | 27                     |